# رامحة خشنة الأوبار
رامحة خشنة الأوبار (الاسم العلمي:Dovyalis hispidula) هي نوع من النباتات تتبع جنس الرامحة من الفصيلة الصفصافية.